# François Mackandal
François Mackandal (falecido em 1758) foi um líder do Maroon Haitiano em Saint-Domingue. Ele era um africano que é por vezes descrito como sacerdote vodu haitiano, ou hungã. Algumas fontes descrevem-no como um muçulmano, levando alguns pesquisadores a especular que ele era de Senegal, Mali, ou Guiné. No entanto, ele não era nem cristão, nem muçulmano. A associação de Mackandal com "magia negra" parece ser uma consequência de seu uso de veneno, derivados de plantas naturais.
O escravo Mackandal, um hungã conhecedor de venenos, organizou uma ampla trama para envenenar os mestres, seus suprimentos de água e animais. O movimento espalhou o terror entre os grandes proprietários de escravos e matou centenas antes do segredo de Mackandal foi torturado como um escravo.
Traído por um dos seus, foi capturado e queimado vivo em 1758 na praça pública de Cap-Français, atual Cap-Haïtien.
O escritor cubano Alejo Carpentier retrata a figura legendária de Mackandal em um de seus romances, "O Reino deste Mundo"(1949), no qual identifica-se o "real maravilhoso" do escritor.